# NGC 52
NGC 52 (PGC 978) és una galàxia espiral localitzada en la constel·lació del Pegàs. Va ser descoberta el 18 de setembre de 1784 per William Herschel. La va descriure com "molt feble, petit, estès".
La galàxia té aproximadament 150,000 anys llum de diàmetre. Això la fa en comparació amb la Via Làctia, aproximadament 1.5 vegades més gran. La galàxia també té una galàxia el·líptica satèl·lital anomenada PGC 1563523.